# Alegato antisemita
Un alegato antisemita son «informes sensacionalistas, tergiversaciones o invenciones» que difaman al judaísmo como religión o a los judíos como grupo étnico o religioso. Desde la Edad Media, han formado parte de teorías conspirativas antisemitas más amplias.
Algunos alegatos antisemitas o falsas acusaciones se remontan al nacimiento del cristianismo, como la alegación de que los judíos son responsables colectivamente de la crucifixión de Jesús. En la Europa medieval, el alcance de los alegatos antisemitas se amplió y se convirtió en la base de las persecuciones regulares y las expulsiones formales de los judíos en Inglaterra, Francia, Alemania, España y Portugal. Durante esta época, se creía que los judíos causaban epidemias como la peste negra envenenando los pozos. También se acusaba a los judíos de consumir ritualmente la sangre de los cristianos.
A partir del siglo XIX, surgió la idea de que los judíos estaban conspirando para establecer el control sobre el mundo y dominarlo promoviendo el capitalismo y dedicándose a la banca y las finanzas. En el siglo XX, otros alegatos antisemitas alegaban que los judíos eran responsables de la propagación del comunismo y trataban de dominar los medios de comunicación. Estos alegatos antisemitas que tenían contextos políticos y económicos se convirtieron en mitos políticos que fueron fundamentales para la visión del mundo de Adolf Hitler, y persisten hasta nuestros días.
El negacionismo del Holocausto también se considera una teoría de la conspiración antisemita debido a su posición de que el Holocausto fue un engaño o una tergiversación y fue diseñado para promover los intereses de los judíos y/o justificar la creación del Estado de Israel.

## Acusaciones contradictorias
Un alegato antisemita es un discurso en contra de los judíos que puede incitar al antisemitismo. A pesar de haber sido desmentidas extensamente, los alegatos antisemitas frecuentemente son parte de más grandes teorías de la conspiración judía. De acuerdo con Kenneth S. Stern:

Históricamente, los judíos han sufrido mucho a causa de las teorías conspirativas. Tales ideas encienden el antisemitismo. Los mitos de que los judíos mataron a Cristo, o de pozos envenenados, o que matan a niños cristianos para hornear matzá, o el negacionismo del Holocausto, o planear la dominación mundial, no se reemplazan el uno por el otro, sino que la lista de alegaciones se hace más larga. El movimiento militante actual cree en la teoría de la conspiración de protocolos, aunque algunos lo llamen diferente y nunca mencionen a los judíos. Desde la perspectiva histórica, sabemos que éste es el tipo de clima en la que el antisemitismo puede crecer.

El antisemitismo ha sido llamado «el odio más largo». Un número de investigadores ha notado contradicciones e irracionalidad en los mitos antisemitas. León Pinsker hizo notar, desde 1882:

Amigos y enemigos han intentado explicar o justificar este odio por los judíos haciendo mención de todo tipo de cargos en su contra. Han dicho que crucificaron a Jesús, que bebieron la sangre de cristianos, de haber envenenado pozos, de haber practicar la usura, de haber explotado a campesinos, y más. Estos y mil y un más cargos contra un pueblo entero han sido encontrados sin fundamento. Estos muestran la debilidad de aquellos que han inventado todo esto con el objetivo de calmar su consciencia maligna de opresores de judíos, para justificar la condenación de una nación completa, para demostrar la necesidad de quemar al judío, o más bien al fantasma del judío. El que intenta probar demasiado no prueba nada. Aunque los judíos pueden ser justamente acusados de muchos defectos, estos defectos no son, en todo caso, grandes vicios, ni crímenes capitales que pudieran justificar la condenación de un prueblo entero.

Jocelyn Hellig escribe en su libro del 2003, The Holocaust and Antisemitism: A Short History:

Michael Curtis había señalado que ningún otro grupo de personas, en el mundo, ha sido simultáneamente acusado de:
- alienación de la sociedad y el cosmopolitanismo;
- ser explotadores capitalistas y agentes de las finanzas internacionales, y también agitadores revolucionarios;
- tener mentalidad materialista y ser gente del Libro;
- actuar como agresores militares, pero ser pacifistas cobardes;
- adherir a una religión supersticiosa y ser agentes del modernismo;
- mantener una ley rígida mientras son moralmente decadentes;
- ser un pueblo escogido y al mismo tiempo tener una naturaleza humana inferior;
- ser tanto arrogantes como tímidos;
- enfatizar el individualismo y al mismo tiempo tener una consciencia común;
- ser culpables de la crucifixión de Cristo pero ser culpados de la invención del cristianismo.

Curtis señala que este catálogo de acusaciones contradictorias no puede ser cierta y nadie puede verosímilmente tener tal monopolio del mal.

## Alegatos

### Acusaciones de deicidio
De acuerdo con Jeremy Cohen, "incluso antes de que aparecieran los Evangelios, el apóstol Pablo (o, más probablemente, uno de sus discípulo) presentó a los judíos como los asesinos de Cristo Pablo y los evangelistas no condenaban a todos los judíos como asesinos de Dios y su mesías. La condenación, sin embargo, seguiría pronto."
Según los testimonios del Nuevo Testamento, las autoridades judías en Judea acusaron a Jesús de blasfemia y buscaron su ejecución. Sin embargo, las autoridades judías carecían de la autoridad para condenar a Jesús a muerte, de acuerdo con Juan 18:31, sin embargo en los Hechos 6:12 se dice que ellos ordenaron la lapidación de San Esteban y también a Santiago el Justo según las Antigüedades judías 20.9.1. En la versión académica del nuevo testamento del Jesus Seminar, la traducción para el Juan 18:31 dice: "es ilegal para nosotros: La precisión de esta afirmación es dudosa." Ellos llevaron a Jesús a Poncio Pilato, el gobernador Romano de la Provincia de Judea, quien "consintió" la ejecución de Jesús.
Pilato es presentado en los testimonios de los Evangelios como un cómplice renuente a la muerte de Jesús. Algunos estudiosos modernos han cuestionado la precisión histórica de tal descripción. Estos historiadores sugieren que un gobernador romano como Pilato no hubiera dudado en ejecutar a algún líder cuyos seguidores presentaran una amenaza potencial al poder romano. Sin embargo, el evangelio indica que pudo haber duda por parte de las autoridades judías y romanas para actuar inmediatamente o innecesariamente frente a una potencial oposición popular (Mateo 26:4-5; Marco 15:12-15; Lucas 22:1-2). Estos académicos también sugieren que el relato del evangelio puede haber reducido el rol de los romanos en la muerte de Jesús durante un tiempo cuando el cristianismo estaba luchando para ganar aceptación en el mundo romano. Aun así, los cuatro evangelios afirman de manera uniforme que el gobernador romano Pilato fue parcialmente responsable de la ejecución de Jesús, en lugar de exonerarlo, y no es claro si culpar a Pilato completamente, décadas después de su reino, hubiera disminuido la aceptación del cristianismo.
Tal y como relata Eusebio de Cesarea, el propio Constantino I también acusó al pueblo judío de deicidio tras el primer concilio ecuménico del cristianismo convocado por él mismo, el concilio de Nicea del año 325. En una carta dirigida a las iglesias tras la celebración del mismo, el emperador exhortaba a los cristianos a no celebrar la Pascua junto a los judíos, «quienes al haber manchado sus manos con nefando crimen, forzosamente han de tener, los desgraciados, ensombrecidas sus almas». En la misiva, además, ordenaba no tener nada en común con «esa detestable chusma judaica» y «hombres infames», poseedores de una «abyecta conciencia» por ser los responsables del «asesinato del Salvador» o «asesinato del Padre».
Como parte del Concilio Vaticano II, la Iglesia católica, bajo el papa Pablo VI, emitió el documento Nostra Aetate, que refuta la acusación de deicidio de la que eran objeto los judíos.

### Acusaciones de profanación de la hostia
Artículo principal: Profanación de la hostia

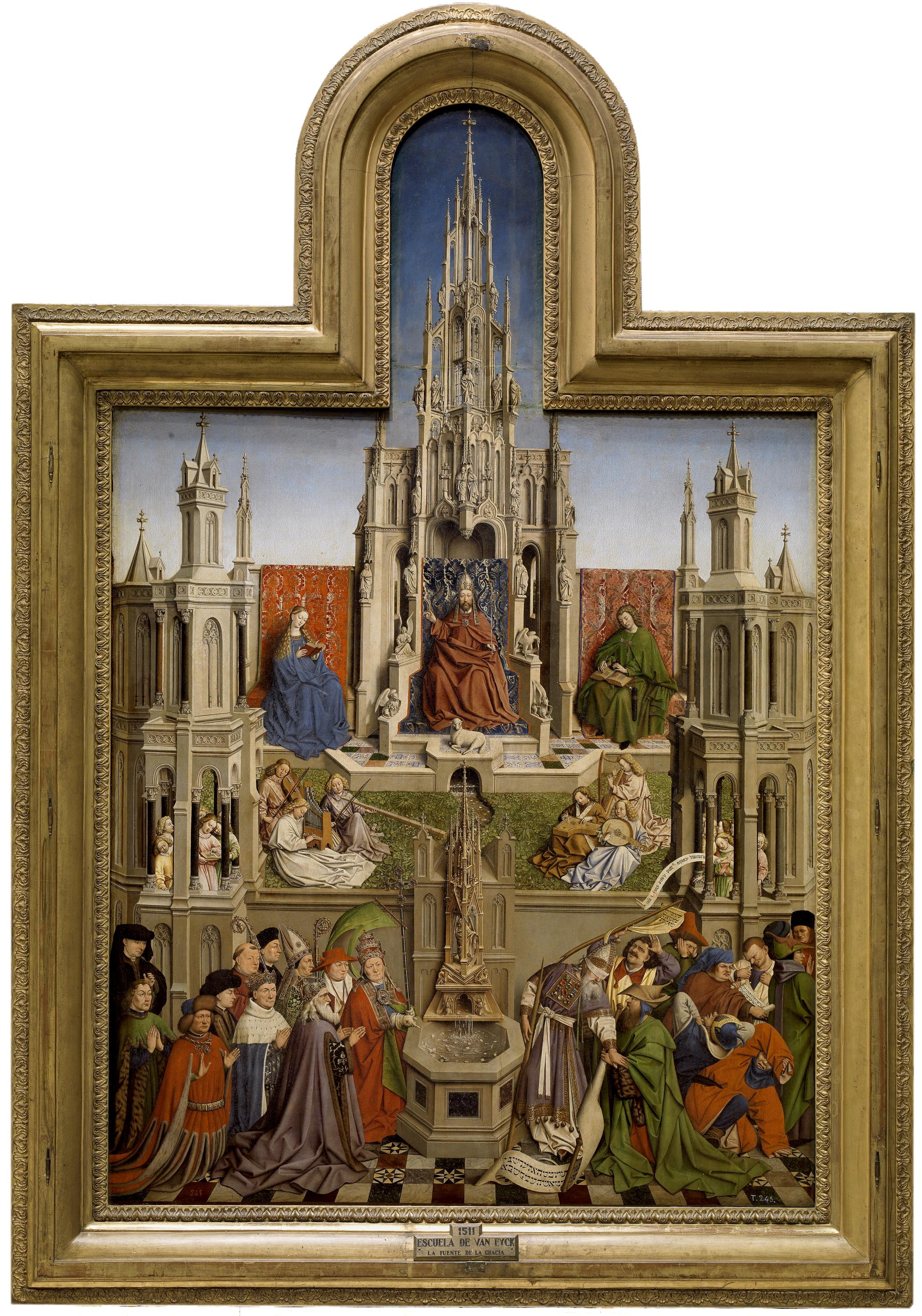
La Fuente de la Gracia o El triunfo de la Iglesia sobre la Sinagoga, cuadro de pintor anónimo, c. 1430-1455. Se trata de una alegoría teológica y una imagen al parecer producida como consecuencia de una acusación de profanación de hostias en Segovia. En la parte superior Cristo sentado en su trono, acompañado de la Virgen y San Juan, a cuyos pies emana un río de hostias consagradas. En la parte inferior, a la izquierda la Iglesia cristiana, encabezada por el papa; a la derecha la Sinagoga, representada por un grupo de judíos junto a un sumo sacerdote con sus ojos vendados, simbolizando ello la no percepción de "la luz del cristianismo".

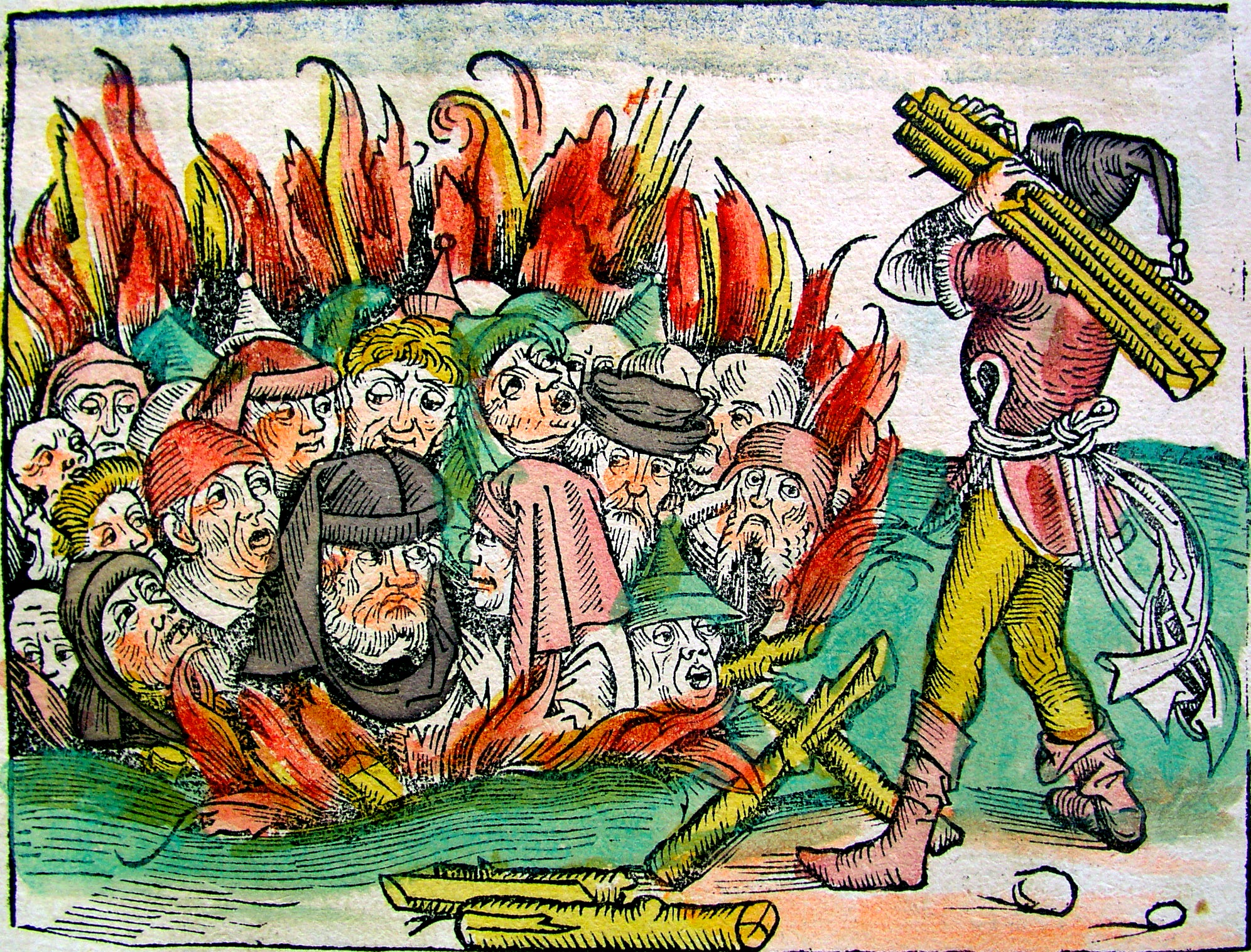
Quema de un grupo de judíos acusados de haber profanado hostias en Deggendorf, Baviera, 1492. Xilografía coloreada de Hartmann Schedel, Las Crónicas de Núremberg (Liber Chronicarum: Die Schedelsche Weltchronik), Alemania, 1493.

Durante la Edad Media en Europa, se decía que los judíos robaban la hostia consagrada y la profanaban para actuar la crucifixión de Jesús mediante el apuñalamiento o la quema de la hostia, o usándola para otra cosa. Las acusaciones eran apoyadas solo con el testimonio de los acusadores.
La primera acusación registrada de profanación de la hostia por parte de judíos fue hecha en 1243 en Berlitz, cerca de Berlín, y como consecuencia de esta acusación, todos los judíos de esa ciudad fueron quemados; desde entonces, la localidad tomó el nombre de Jüdenberg (ciudad de los judíos). Según Jeremy Cohen, la primera acusación de profanación de la hostia ocurrió en 1290 en París; de acuerdo a Cohen, 

La historia ejerció influencia aun en la ausencia de los judíos... Eduardo I de Inglaterra expulsó a los judíos de su reino en 1290 y no reaparecerían en Gran Bretaña hasta finales de la década de 1650; sin embargo, los siglos XIV y XV vieron la proliferación de la historia de profanación de la hostia en Inglaterra: en colecciones de historias milagrosas, muchas de ellas dedicadas a los milagros de la Virgen María; en el arte de los manuscritos iluminados usados para la oración y meditación cristiana; y en el escenario, como en un Croxton popular Play of the Sacrament, que evocaba memorias de un supuesto asesinato ritual cometido por los judíos en la Anglia Oriental en 1191."

En los siglos siguientes, acusaciones similares circularon a través de Europa, usualmente acompañadas de masacres. Las acusaciones de profanación de la hostia terminaron después de la Reforma cuando Martín Lutero en 1523 y luego Segismundo II Augusto Jagellón en 1558, se pronunciaron en contra de esa acusación. Sin embargo, instancias esporádicas del libelo de la profanación de la hostia ocurrieron aun en el siglo XVIII y XIX. En 1761 en Nancy, varios judíos de Alsacia fueron ejecutados bajo el cargo de profanación de la hostia. La última acusación registrada tuvo lugar en Bislad, Romania, en 1836.

### Acusaciones de sacrificio humano y libelo de sangre
«La acusación del libelo de sangre, otro famoso alegato antisemita, también es una creación del siglo XII». La primera acusación de sacrificio humano contra los judíos fue la de Guillermo de Norwich, reportada por el monje Thomas de Monmouth.
Las descripciones de tortura y sacrificio humano en el libelo de sangre antisemita es contraria a muchas de las enseñanzas del judaísmo. Los Diez mandamientos prohíben el asesinato. El uso de la sangre (humana o cualquier otra) para cocinar está prohibida por la Cashrut y la sangre y otras descargas del cuerpo humano son consideradas ritualmente sucias. (Lev 15) El Tanaj (Antiguo Testamento) y el Halajá presentan al sacrificio humano como uno de los males que separaban a los paganos de Canáan de los Hebreos. (Deut. 12:31), (Segundo Libro de los Reyes 16:3) Los judíos tenían prohibido involucrarse en esos rituales y eran castigados por hacerlo (Ex 34:15), (Lev 20:2), (Deut 18:12), (Jer 7:31). La limpieza ritual para los sacerdotes prohibía incluso estar en el mismo cuarto que un cadáver (Lev 21:11).
Cuando «la iglesia y los líderes seculares denunciaron estas difamanciones,...la gente se rehusó a abandonar este mito.... Papas, reyes y emperadores declararon que los judíos, si no fuera más que por sus estrictas leyes alimenticias que prohibían aunque fuera la más pequeña gota de sangre en la carne o aves, eran incapaces del crimen. El pueblo cristiano no fue impresionado. En 1385, Geoffrey Chaucer publicó sus Cuentos de Canterbury que incluían un relato sobre judíos que asesinaban a un niño piadoso e inocente cristiano. Este libelo de sangre se volvió parte de la tradición literaria inglesa».
Entre aquellos que refutaron el libelo de sangre contra los judíos estaban el Sacro Emperador Romano Federico II Hohenstaufen en 1236: «...pronunciamos a los judíos del lugar antes mencionado [Fulda] y el resto de los judíos en Alemania completamente absueltos de este crimen imputado», Gregorio IX en la bula papal fechada el 7 de octubre de 1272: «Decretamos... que los cristianos no necesitan obedecer contra los judíos en un caso o situación de este tipo, y ordenamos que los judíos detenidos bajo un pretexto tan tonto sean liberados de su encarcelamiento, y que no deben ser arrestados en el futuro bajo un pretexto tan miserable, a menos - lo que no creemos - sean atrapados en comisión del crime»". El papa Clemente VI añadió el 26 de septiembre de 1348: «Los judíos no son responsables por la plaga».
Las historias del libelo de sangre aparecieron varias veces en los medios estatales de varios países árabes y musulmanes, sus programas televisivos y sitios de internet. Libros que relatan casos del libelo de sangre por judíos no son raros.
Algunos escritores árabes han condenado el libelo de sangre. El periódico egipcio Al-Ahram publicó una serie de artículos por Osam Al-Baz, un consejero del presidente egipcio Hosni Mubarak. Él explicaba los orígenes del libelo de sangre antijudío y decía que los árabes y musulmanes no han sido antisemitas como un grupo y animaba a la gente a no sucumbir a "mitos" tales como el libelo de sangre.

### Demonización, acusaciones de impureza
Jeremy Cohen escribe: 

[El] mismo impulso que propulsó la imaginación cristiana desde el judío como un deliberado asesino de Cristo hasta el judío como perpetrador de los crímenes más odiosos contra la humanidad también llevaron a la identificación del judío como inhumano, satánico, animalesco y monstruoso....Las tradiciones populares del final de la Edad Media, por ejemplo, caracterizan a los judíos como poseedores de un sucio olor....En todos los relatos, la bestialidad del judío tuvo un climax en la imagen del Judensau.

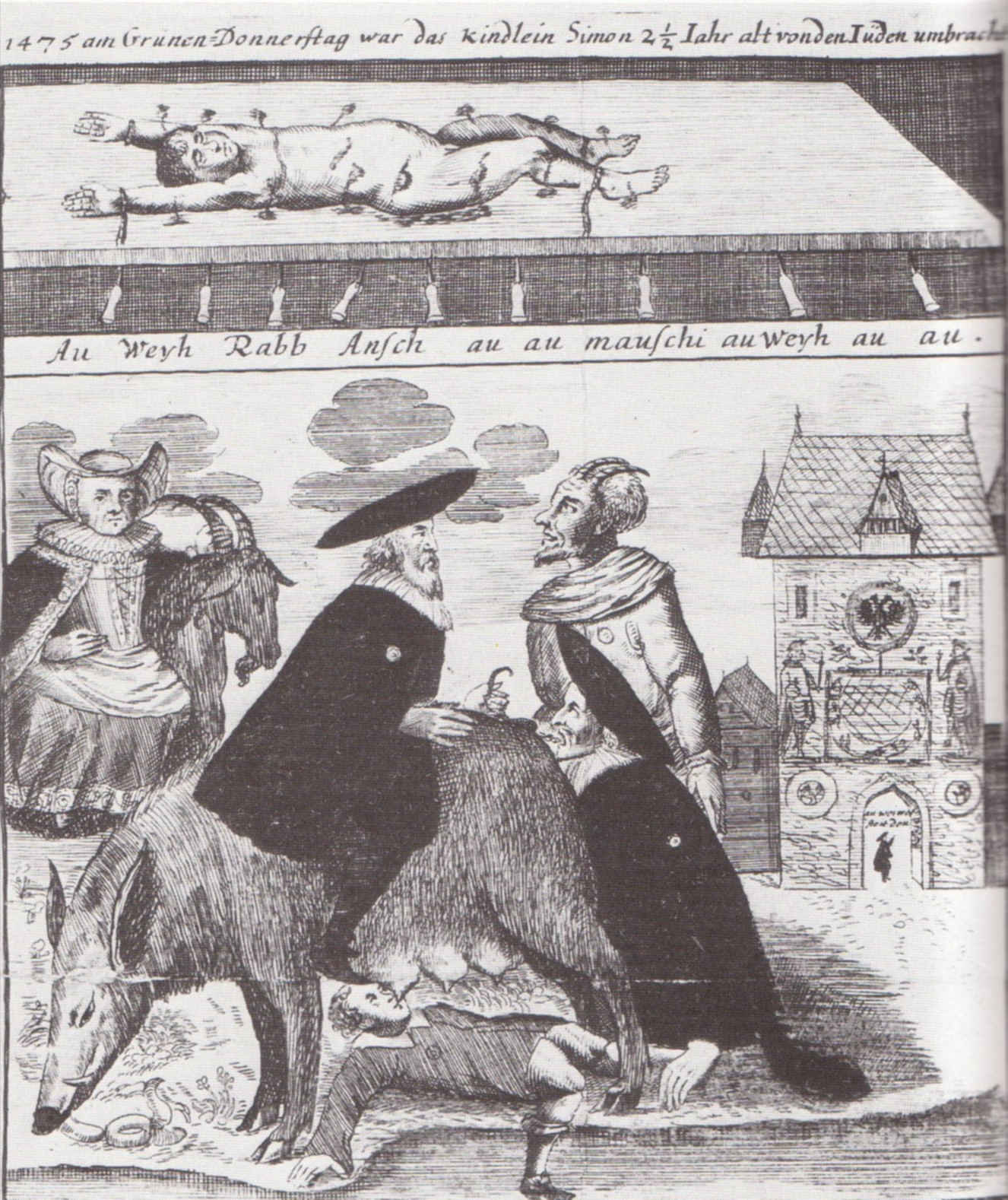
"un judío bien vestido, de aspecto contemporáneo ha montado una cerda al revés y sostiene su cola, mientras que otro judío succiona su leche y un tercero come sus heces. El demonio cornado usa una estrella amarilla, mira y el descuartizado Simón de Trento, estirado como en cruz, aparece en un panel arriba.".

Judensau («cerda judía» en alemán) era la imagen despectiva y deshumanizante de los judíos que apareció alrededor del siglo XIII. Su popularidad duró por más de 600 años y fue revivida por los nazis. Los judíos, típicamente presentados en contacto obsceno con animales impuros tales como puercos o búhos o representando a un demonio, aparecían en los techos, pilares y utensilios de catedrales o iglesias.
A menudo, las imágenes combinaban varios motivos antisemíticos e incluían prosa o poesía denigrante. Cohen continúa:

"Docenas de Judensaus... intersecan con la descripción del judío como asesino de Cristo. Varias ilustraciones del asesinato de Simón de Trento mezclaban imágenes del Judensau, el demonio, el asesinato del pequeño Simón, y la Crucifixión. En los grabados del siglo XVII de Frankfurt. un judío bien vestido, de aspecto contemporáneo ha montado una cerda al revés y sostiene su cola, mientras que otro judío succiona su leche y un tercero come sus heces. El demonio cornado usa una estrella amarilla, mira y el descuartizado Simón de Trento, estirado como en cruz, aparece en un panel arriba."

En español, la palabra marrano significa "Judío cristianizado", "cerdo" y "sucio".
Más recientemente, "[el] motivo principal recurrente en las caricaturas árabes concernientes a Israel es "el judío demoniaco" y "[el] principal motivo antisemita del judío como el paradigma de absoluta maldad tiene un conjunto de submotivos. Estos, a su vez, recurren a través de los siglos pero están encubiertos conforme a la narrativa predominante del periodo".

### Acusaciones de envenenamiento de pozos
Durante la peste negra (muchas veces identificada como epidemia de peste bubónica) durante la Edad Media, las ciudades densamente pobladas eran especialmente golpeadas por la enfermedad, con radios de muerte tan altos como el 50% de la población. En su angustia, los sobrevivientes emocionalmente acabados buscaban algo, o alguien, a quien culpar. Los judíos probaron ser un conveniente chivo expiatorio.

No hubo ataques masivos contra los "judíos envenenadores" después del periodo de la peste negra, pero las acusaciones se volvieron parte del dogma y lenguaje antisemita. Apareció de nuevo al principio de 1953 en la forma del "complot de los médicos" en los últimos días de Stalin, cuando cientos de doctores judíos fueron arrestados en la Unión Soviética y algunos asesinados bajo el cargo de haber causado la muerte de importantes líderes comunistas... Cargos similares fueron levantados en los las décadas de 1980 y 1990 en la propaganda nacionalista árabe o fundamentalista islámica que acusaba a los judíos de propagar el sida y otras enfermedades infecciosas.

### Acusaciones de intentar dominar al mundo
Los Protocolos son considerados como el inicio de la literatura sobre teorías conspirativas.
Daniel Pipes señala que los Protocolos enfatizan temas recurrentes del antisemitismo conspiracional: «Los judíos siempre conspiran», «Los judíos están donde sea», «Los judíos están detrás de cada institución», «Los judíos obedecen a una autoridad central, los sombríos 'Sabios'» y «Los judíos están cerca del éxito».
En estas acusaciones están incluidos no solo los textos que buscan acusar a los judíos de tratar de controlar el mundo, sino también imágenes que presentan a los judíos, o a aquellos que lo apoyan, de tratar de controlar el mundo. Ejemplos de estas imágenes incluyen las historietas nazis que describían a los judíos como pulpos, rodeando al mundo. Un ejemplo más reciente es la reimpresión en 2001 del texto antisemita de Henry Ford, El judío internacional, en Egipto, con la misma imagen de pulpo en la portada.
Entre las refutaciones tempranas más notables de los Protocolos como un fraude se encuentra la serie de artículos impresos en The Times de Londres en 1921. Esta serie revelaba que mucho del material de los Protocolos fue plagiado de una sátira política anterior que no tenía un tema antisemita. Desde 1903, cuando los Protocolos aparecieron impresos, sus editores ofrecieron testimonios vagos y contradictorios detallando como obtuvieron una copia del supuesto manuscrito original.
El texto fue popularizado por aquellos opuestos al movimiento revolucionario ruso y fue diseminado aún más después de la revolución de 1905, volviéndose conocida a nivel mundial después de la Revolución de octubre de 1917. Fue circulado ampliamente en el Occidente en 1920 y después. La Gran Depresión y el aumento del nazismo fueron desarrollos importantes en la historia de los Protocolos, y el fraude continuó siendo publicado y circulado a pesar de haberse probado falsos. A pesar del hecho de que numerosas investigaciones independientes han probado que los Protocolos son un plagio y una falsificación literaria, el fraude aún es citado frecuentemente y reimpreso por antisemitas, y es a veces usado como prueba de una intriga judía, especialmente en el Medio Oriente
Según el Rabino Sidney Schwarz:

"Uno de los tratados antisemitas más ampliamente distribuidos en la historia es Los protocolos de los sabios de Sion, un libro de alegatos escrito en el siglo XIX que presenta a los judíos conspirando para buscar el dominio mundial. Similarmente, grupos racistas en América en este siglo, frecuentemente han levantado acusaciones contra los judíos por controlar tanto bancos como a oficiales públicos."

Asimismo, existe un argumento antisemita que se difundió específicamente en Sudamérica, llamado Plan Andinia. El mismo relata una supuesta intención de instalar un segundo Estado judío en la Patagonia de Argentina y Chile.

### Acusaciones de causar guerras, revoluciones y calamidades
Como muchas localidades europeas y países enteros expulsaron a sus poblaciones judías después de robarlos, y otros les negaron su entrada, la leyenda del Judío errante, un precursor de la calamidad, ganó popularidad.
El político alemán Heinrich von Treitschke en el siglo XIX acuñó la frase "Die Juden sind unser Unglück!" («¡Los Judíos son nuestro infortunio!») adoptado como lema por Der Stürmer varias décadas después.
El término «judeo-bolchevismo» fue adoptado y usado en la Alemania nazi para referirse a los judíos y a los comunistas juntos, implicando que el movimiento comunista servía a intereses judíos.
La profecía Franklin era desconocida antes de su aparición en 1934 en las páginas de la revista semanal pronazi de William Dudley Pelley, Liberation. Con arreglo al informe de 2004 del Congreso de los Estados Unidos, Antisemitismo en Europa: Sesión Ante el Subcomité de Asuntos Europeos del Comité de Relaciones Exteriores:

La profecía Franklin es un alegato antisemita que falsamente asegura que el político norteamericano Benjamin Franklin hizo declaraciones antijudías durante la Convención Constitucional de 1787. Ha encontrado creciente aceptación en los medios islámicos y árabes, donde ha sido usada para criticar a Israel y a los judíos..."

Algunas teorías conspirativas recientes sostienen que los judíos o Israel jugaron un papel clave en la ejecución de los atentados del 11 de septiembre de 2001. Conforme al documento publicado por la Liga Antidifamación, «las teorías conspirativas antisemitas no han sido aceptadas en los círculos establecidos de los Estados Unidos, pero este no es el caso en el mundo árabe y musulmán». La aseveración de que 4.000 judíos faltaron al trabajo en el World Trade Center el 11 de septiembre ha sido reportada, pero también altamente desmentida. El número de judíos que murieron en los ataques - típicamente estimado alrededor de 400 - empata con la proporción de judíos viviendo en el área de Nueva York. Cinco Israelíes murieron en el ataque.
En búsqueda de un chivo expiatorio para la Guerra de Irak, algunos comentadores notaron que, «desde la izquierda y la derecha, aseveraciones antisemitas abundan en la prensa estadounidense».
El 16 de octubre de 2003, el primer ministro de Malasia Mahathir Mohamad recibió una ovación de pie en la Organización de la Conferencia Islámica de 57 miembros por su discurso, en el que dijo: «...hoy los judíos gobiernan este mundo por poder. Ponen a otros a pelear y a morir por ello... Inventaron el socialismo, el comunismo, los derechos humanos y la democracia para que perseguirlos parezca ser erróneo, para que puedan disfrutar de derechos iguales a los del resto. Con estos han ganado el control de los países más poderosos y ellos, esta pequeña comunidad, se han vuelto un poder mundial». También alentó a los musulmanes a emular a los judíos para lograr resultados similares.

### Acusaciones de causar antisemitismo
En enero de 2005, un grupo de diputados de la Duma Estatal rusa demandó que el judaísmo y las organizaciones judías fueran prohibidas en Rusia. "Su carta de siete páginas... acusaba a los judíos de llevar a cabo sacrificios humanos, controlar el capital ruso e internacional, incitar la violencia étnica en Rusia y perpetrar crímenes de odio contra ellos mismos. "La mayoría de las acciones antisemitas en el mundo entero son constantemente perpetrados por los judíos mismos con el objetivo de provocación", afirmaba la carta". Después de enérgicas protestas por líderes judíos rusos, activistas de derechos humanos y el Ministerio de Asuntos Exteriores, los miembros de la Duma se retractaron.

### Acusaciones de usura y especulación
En la Edad Media, los judíos fueron excluidos de la mayoría de las profesiones por la Iglesia católica y los gremios y fueron orillados a ocupaciones marginales consideradas socialmente inferiores, tales como recolección de impuestos y renta. Se decía que esto mostraba que los judíos eran usureros insolentes y avaros. Tensiones naturales entre acreedores y deudores fueron añadidas a las presiones sociales, políticas, religiosas y económicas.

... la opresión financiera de los judíos tendía a ocurrir en áreas donde era más rechazados, y si los judíos reaccionaban concentrándose en prestarles dinero a los gentiles, la inpopularidad - y por tanto, claro, la presión - aumentaba. Así los judíos se volvieron un elemento en un círculo vicioso. Los cristianos, con base en las enseñanzas bílicas, condenaban absolutamente el cobro de intereses, y desde 1179 aquellos que la practicaban eran excomulgado. Pero los cristianos también imponían pesadas cargas financieras sobre los judíos. Los judíos reaccionaron mediante el ejercicio del único negocio que las leyes cristianas discriminaban en su favor, y así fueron identificados con le odiado negocio del préstamo de dinero.

Los campesinos que eran forzados a pagar sus impuestos a los judíos podían personificarlos como las personas que se llevaban sus ganancias mientras se mantenían leales a los señores para los cuales trabajaban los judíos. Los deudores gentiles pudieron haber sido rápidos para levantar cargos de usura contra los prestamistas judíos que cobraban un interés nominal o tarifas. Así, los ataques contra la usura han estado ligados históricamente con el antisemitismo.
En Inglaterra, a los Cruzados que partían se les unieron multitudes de deudores en las masacres de Londres y York en 1189-1190. En 1275, Eduardo I de Inglaterra aprobó el Estatuto de los Judíos que hacía la usura ilegal y la ligaba a la blasfemia, para poder tomar los activos de los violadores. Veintenas de judíos ingleses fueron arrestados, 300 colgados y su propiedad pasó a la Corona. En 1290, todos los judíos fueron expulsados de Inglaterra, permitiéndoles tomar lo que pudieron cargar, el resto de su propiedad se volvió parte de la Corona. La usura fue citada como la razón oficial del Edicto de Expulsión. De acuerdo con Walter Laqueur,

El tema real no fue si los judíos habían entrado a ella por avaricia (como afirmaban los antisemitas) o porque la mayoría de las otras profesiones les estaban prohibidas... En países donde las profesiones les estaban permitidas, tales como en Al-Ándalus o en el Imperio otomano, uno encuentra más herreros judíos que prestamistas judíos. La marea alta de usureros judíos fue antes del siglo quince; mientras las ciudades crecían en poder y afluencia, los judíos fueron dejando el préstamos de dinero con el desarrollo de la banca.

### Acusaciones de falta de patriotismo y cobardía
Mientras la emancipación judía progresaba, aparecieron nuevas acusaciones antisemitas. A menudo se acusaba a los judíos de patriotismo insuficiente. En la Francia del siglo diecinueve, un escándalo político conocido como el caso Dreyfus involucraba la errónea convicción por traición de un joven oficial judío francés. El escándalo político y judicial terminó con su rehabilitación completa.

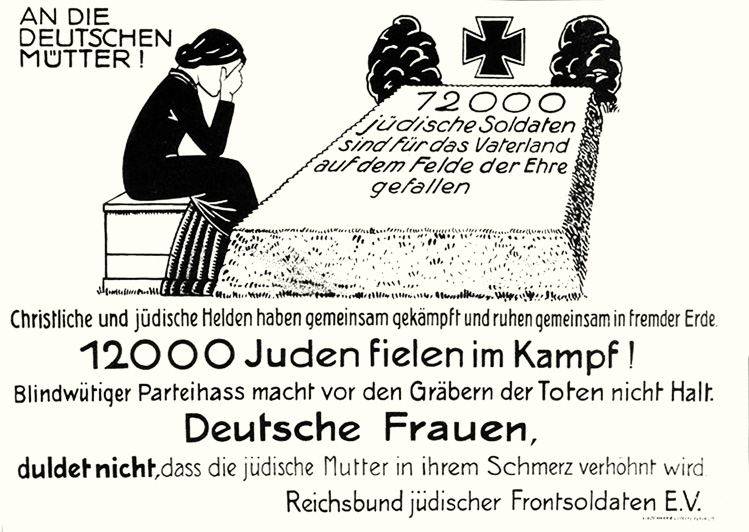
"12,000 soldados judíos murieron en el campo de batalla por su patria". Un panfleto publicado en 1920 por veteranos judíos alemanes en respuesta a la Dolchstoßlegende.

Durante la Primera Guerra Mundial, el Alto Comanto Militar Alemán administró el Judenzählung (alemán, para «censo judío»). Fue diseñado para confirmar los alegatos de la falta de patriotismo entre los judíos alemanes, pero los resultados del censo no probaron las acusaciones y no fueron hechos públicos.
Otra variación de esta noción es la acusación de que los judíos son cobardes y evitan el servicio militar. Con el aumento de teorías racistas en el siglo diecinueve, otro antiguo alegato antisemita sirvió para subrayar la presunta feminidad de la raza judía, como las mujeres, los judíos carecían de una "esencia". En su libro Genocide and Gross Human Rights Violations, Kurt Jonassohn y Karin S. Björnson escribió:

Históricamente, los judíos no tenían permitido portar armas en la mayoría de los países de la diáspora. Por lo tanto, cuando eran atacados, no eran capaces de defenderse a sí mismos. En algunas situaciones, su protector los defendía. Si no, sólo tenían la opción entre esconderse y huir. Éste es el origen del alegato antisemita de que los judíos son cobardes.

En la Unión Soviética de Iósif Stalin, la campaña estatal contra los "cosmopolitas sin raíces" —un eufemismo para los judíos— fue lanzada el 28 de enero de 1949 con un artículo en el periódico Pravda:

"... desenfrenados, cosmopolitas malignos, especuladores sin raíces y sin consciencia... Creció en levadura podrida del cosmopolitanismo burgués, decadencia y formalismo... nacionales no nativos sin una patria, que envenena con fetidez... nuestra cultura proletaria".

### Acusaciones de excesivo militarismo y crueldad
Algunas veces, un alegato antisemita se transforma en otro: «Israel probó falso el alegato antisemita, popular durante la Segunda Guerra Mundial, de que los judíos eran cobardes y malos soldados. De hecho, la imagen del Israel militarista se volvió popular entre elementos marginales de la política de izquierda».

### Controversia "del Nilo al Éufrates"
Ha sido alegado por algunos grupos que las franjas azules en la bandera israelí representa en realidad a los ríos Nilo y Éufrates como las fronteras de Eretz Yisrael, la tierra prometida a los judíos por Dios.
Aquellos que hacen este alegato insisten que la bandera "secretamente" representa el deseo de los judíos de conquistar toda la tierra entre los ríos Nilo y Éufrates, lo que significaría conquistar y gobernar mucho de Egipto, toda Jordania y algo de Siria e Irak. Yasser Arafat, Irán y Hamás también han hecho este alegato, y repetidamente ligo esta noción con las franjas en la bandera Israelí.
Tanto autores sionistas como antisionistas han desmentido la aseveración de que las franjas en la bandera representan ambiciones territoriales. Daniel Pipes menciona que, «de hecho, las líneas azules derivan del diseño del chal tradicional de oración judío»", y Danny Rubinstein señala que «…Arafat… añadió, en entrevistas que dio en el pasado, que las dos franjas azules en la bandera israelí representan al Nilo y al Éufrates...Ningún israelí, aún aquellos que han demostrado entendimiento por la angustia palestina, aceptarán la... tontería sobre las franjas azules en la bandera, que fue diseñada conforme a los colores del tallit tradicional (chal de oración)...» El crítico de Israel y el sionismo Israel Shahak es igual de explícito. En El Plan Sionista para el Oriente Próximo dice:

Un buen ejemplo es la persistente creencia en la inexistente escritura en la pared del Knesset del verso bíblico sobre el Nilo y el Éufrates. Otro ejemplo es las persistentes, y completamente falsas declaraciones, que fueron hechas por algunos de los más importantes líderes árabes, de que las dos franjas en la bandera israleí simbolizan al Nilo y al Éufrates, cuando de hecho son tomadas de las franjas de la prenda de oración judía, el Talit.

Saqr Abu Fakhr, un escritor árabe, también ha hablado contra esta idea. El demuestra que la afirmación «Desde el Nilo hasta el Éufrates» en relación con la bandera, es una de los siete malentendidos populares sobre los judíos que, a pesar de no tener fundamentos y abundante evidencia en su contra, continúa circulando en el mundo árabe. Sin embargo, el grupo terrorista Hamás señala: «Después de Palestina, los sionistas aspiran a expandirse desde el Nilo hasta el Éufrates» y tan recientemente como el 29 de enero de 2006, el líder de Hamás, Mahmoud al-Zahar, publicó una demanda a Israel para cambiar su bandera, citando el argumento «Desde el Nilo hasta el Éufrates».

### Acusaciones de racismo
Un número de libros y sitios de Internet administrados por neonazis, partidarios del supremacismo blanco, de la Identidad Cristiana y grupos islámicos radicales ofrecen lo que ellos afirman como citas de literatura rabínica, intentando probar que el judaísmo es racista, que los judíos odian a los no-judíos y los perciben como no-humanos.
De acuerdo con Joseph Soloveitchik: 

Aun cuando el judío sea motivado por su privado Pacto Sinaítico con Dios para personificar y preservar las enseñanzas de la Torá, está comprometido a la creencia de que toda la humanidad, sin importar color o credo, es "en Su imagen" y está poseído por una inherente dignidad y valor humano. La singularidad del hombre está derivada de que Él "sopló en su nariz un aliento de vida" (Génesis 2:7). Así, todos compartimos en la experiencia histórica universal, y la preocupación providencial de Dios abarca a toda la humanidad».

De acuerdo con una grabación de 1984 ante el Subcomité de Derechos Humanos y Organizaciones Internacionales en el Congreso de los EU, en relación con los judíos soviéticos,

Este vicioso alegato antisemita, frecuentemente repetido por otros escritores y oficiales soviéticos, se basa en la noción maliciosa de que el "Pueblo Escogido" de la Torá y el Talmud reza "superioridad sobre otros pueblos", así como exclusividad. Esto es, claro, el tema principal del notorio Protocolos de los Sabios de Sion zarista.

### Negacionismo del Holocausto
El negacionismo del Holocausto es una teoría conspirativa antisemita. La mayoría de las afirmaciones que niegan el Holocausto implican, o aseveran abiertamente, que el Holocausto es un fraude resultado de una deliberada conspiración judía para promover el interés de los judíos a costa de otros pueblos. Por su carácter antisemita y falsario, el negacionismo del holocausto es ilegal en muchos países europeos desde poco después de la Segunda Guerra Mundial ya que se percibe como motivado por una agenda antisemita o neonazi.

### Antisemitismo relacionado con Israel/Medio oriente
Actualmente, el conflicto de Medio Oriente genera muchas discusiones en distintos ámbitos. Como en toda situación de conflicto, cada parte puede ser criticada. No obstante, tras el holocausto judío, el antisemitismo es cada vez peor visto, por lo que muchos aprovechan la situación en Medio Oriente para difundir un mensaje de odio teniendo como excusa a Israel. Si bien es un Estado Judío, no se puede responsabilizar al pueblo judío por el accionar de un Estado y, asimismo, allí viven cristianos, árabes, musulmanes, rusos, entre otro. Es por esto que la EUMC elaboró una definición de antisemitismo en donde se especifican estos casos:

- Negar al pueblo judío el derecho de autodeterminación, por ejemplo afirmando que la existencia del Estado de Israel es un proyecto racista.
- Aplicar una doble moral exigiendo al Estado de Israel un comportamiento que no se espera y demanda de ningún otro Estado democrático.
- Usar símbolos e imágenes asociadas con el antisemitismo clásico (por ejemplo, la acusación de que los judíos asesinaron a Jesús o el libelo de la sangre) para caracterizar a Israel o a los israelíes.
- Realizar comparaciones entre la política israelí actual y la de los nazis. Responsabilizar colectivamente a los judíos por acciones del Estado de Israel.

## Alegatos como fobia social
En 1882, León Pinsker escribió que la fobia social puede explicar las causas del odio a los judíos que el llamó «judeofobia»:

La judeofobia es una variedad de demonopatía... este fantasma no está desmembrado como otros fantasmas sino que está hecho de carne y hueso, debe soportar el dolor infligido por una turba miedosa que se imagina a sí misma en peligro... Para resumirlo, para los vivientes el judío es un cadáver, para el nativo es extraño, para el sedentario un nómada, para el propietario un mendigo, para el pobre un explotador y un millonario, para el patriota un apátrida, para todos un rival odiado.